# Сибілла Саксонська
Сибілла Саксонська (нім. Sibylle von Sachsen; 1515—1592) — саксонська принцеса з Альбертінської гілки Веттінів, донька герцога Саксонського Генріха IV(V) та Катерини Мекленбурзької, дружина герцога Саксен-Лауенбурзького Франца I.

## Біографія
Сибілла була первістком в родині Генріха Саксонського та Катерини Мекленбурзької. Вона народилась 2 травня 1515 року, через три роки після пошлюблення батьків. Згодом у неї з'явилися дві сестри та три брата. Проживала сім'я у замку Фроденштайн у Фрайберзі.  1521 році її батько заснував у Рудних горах поблизу великих родовищ срібла місто Марієнберг. 1539 року Генріх успадкував від свого брата Георга Саксонське герцогство.

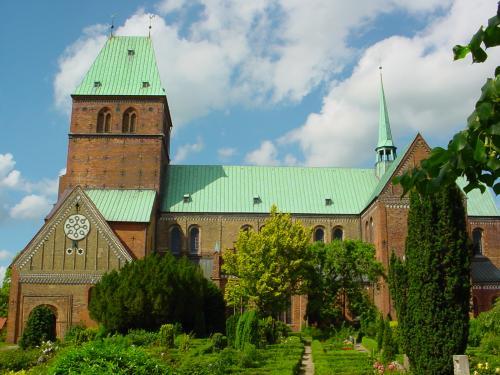
Рацебурзький собор

8 лютого 1540 року відбулося весілля Сибілли та Франца, сина правлячого герцога Саксен-Лауенбурзького Магнуса I і його дружини Катерини Брауншвейг-Вольфенбюттельської. Шлюб виявився нещасливим, але згодом подружжя примирилося. У них народилося дев'ятеро дітей
Сибілла померла 18 липня 1592 року. Похована у соборі Рацебургу.

## Родина
Чоловік — Франц I
Діти:
- Альберт (1542—1544) помер у ранньому віці.
- Доротея (1543—1586) була одружена з герцогом Вольфгангом Брауншвейг-Ґрубенхагенським, дітей не мала.
- Магнус (1543—1603) — герцог Саксен-Лауенбурзький у 1571–1573 роках, одружений із принцесою Софією Шведською, мав єдиного сина, що помер неодруженим.
- Франц (1547—1619) — герцог Саксен-Лауенбурзький, був двічі одружений, мав численних нащадків.
- Генріх (1550—1585) — архієпископ Бременський, одружений із Анною фон Бройх.
- Моріц (1551—1612) — герцог Саксен-Лауенбурзький, одружений із Катериною Шпорк, мав двох позашлюбних синів.
- Урсула (1542 або 1552—1620) була одружена з герцогом Брауншвейг-Люнебурзьким Генріхом III, мала сімох дітей.
- Фрідріх (1554—1588) — канонік в Кельні та Бремені.
- Сідонія Катерина (?—1594) була двічі одружена, мала п'ятьох дітей.